# Церква святих апостолів (Афіни)
Церква Святих Апостолів, також відома як Святі Апостоли Солакіса (грец. Άγιοι Απόστολοι Σολάκη), або Агії Апостолі — візантійська церква, зведена у 10 столітті на південно-східній околиці сучасного району давньої агори в Афінах і є одним з найдавніших християнських храмів Афін.
Церква Святих Апостолів має виняткове значення як єдина пам'ятка Афінської агори, яка збереглась повністю в своєму первозданному вигляді (окрім храму Гефеста, який піддавався кільком пожежам). Також це був перший храм середнього візантійського періоду в Афінах, який ознаменував собою початок, так званого, «афінського типу», для якого характерне влучне подєднання чотири-опорності із хрестово-купольною формою храму.

## Історія

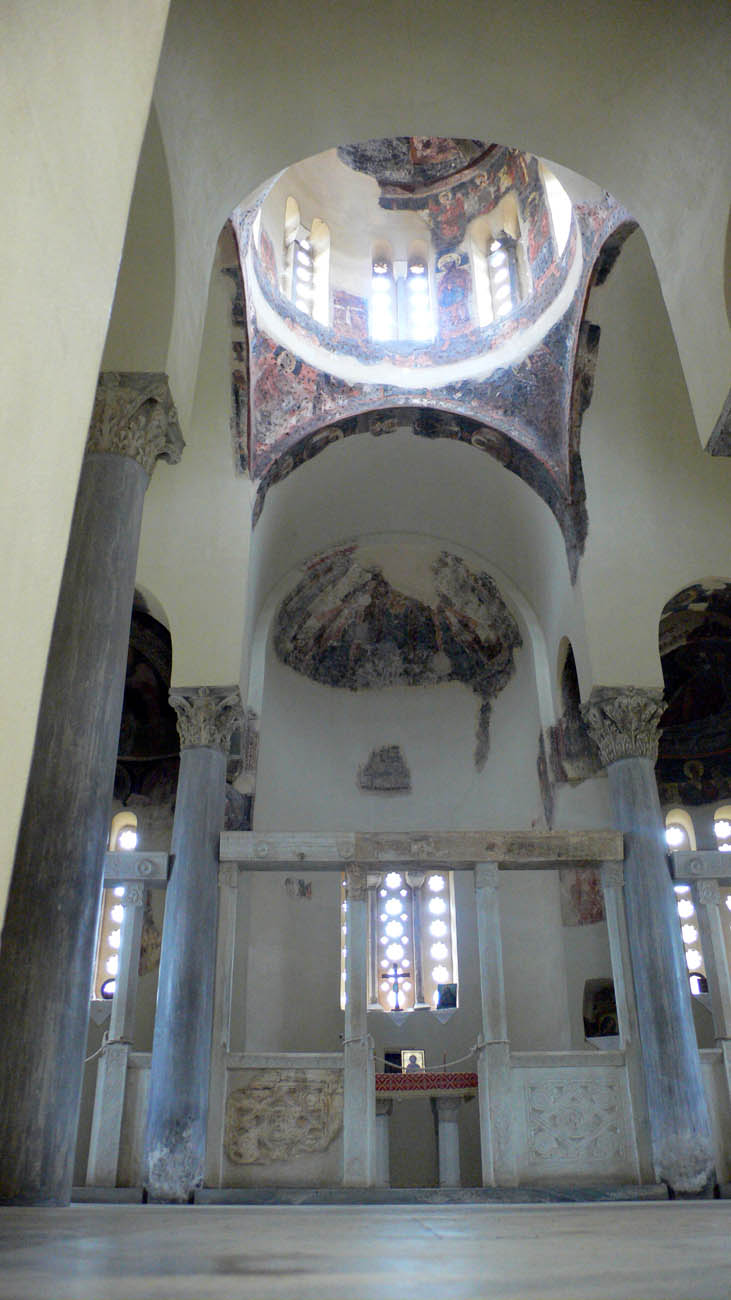
Інтер'єр храму

Церква Святих Апостолів була частково побудована на руїнах римського капища 2 століття — німфейону. Проте в основі східної частини храму фундамент звичайного житлового будинку, який був знесений спеціально, аби звільнити місце під будівництво церкви. Місце для спорудження храму було обрано невипадково: воно було ключовим як у класичну добу, так і у візантійську, розташоване у західній частині Панафінейського шляху та захищене міським муром.
Загалом заснування Церкви Святих Апостолів у 10 столітті збігається з періодом чергового розквіту Афін, а також зрозтаючою потребою нового, швидко зростаючого, православного центру у нових приходах.
Щодо імені Солакіс існують дві версії. За першою, родина Солакісів могла надати фінансову підтримку задля однієї з найбільш ранніх реставрацій церкви. За іншою — у 19 столітті густонаселений квартал в околицях церкви називався Солакіс.
Реставрація церкви була здійснена в період 1954—1957 років. Вівтар та підлога церкви виконані із мармура, зовнішні стіни зберігають «куфі»-подібних візерунків. Кілька збережених настінних розписів центрального проходу, датовані 17 століттям, а також вціліли фрески нині зруйнованої довколишньої церкви Святого Спиридона нині зберігаються у Церкві Святих апостолів.

## Архітектура
План Церкви Святих Апостолів складається з чотирьох колон, що підтримують купол над хрестоподібною будівлею. Закінчення «хреста» являють собою напівкруглі ніші. Між нішами облаштовані раковини. Таким чином невідомий архітектор намагався підсилити відчуття єдності всередині храму. Окрім основного храму церква має два притвори, добудовані трохи пізніше, що наближають форму церкви дло П-подібної, надаючи їй ще більшої врівноваженості та збалансованості.
За свідченнями дослідників, після першого етапу будівництва північний притвор церкви був розширений, аби облаштувати тут саркофаг, у якому, імовірно, був похований меценат приходу, який за візантійською традицією мав право бути похованим у храмі, а пізніше і його родичі. Цей саркофаг зберігся донині, а поховання були знайдені археологами, як у притворі, так і на території подвір'я церкви.